# 贝内 (默尔特-摩泽尔省)
贝内（法語：Benney，法語發音：[bɛnɛ]）是法国默尔特-摩泽尔省的一个市镇，属于南锡区。

## 地理
贝内（48°30'47"N, 6°13'10"E）面积18.48 平方千米，位于法国大東部大區默尔特-摩泽尔省，该省份为法国东北部内陆省份，是洛林的一部分，北邻比利时、卢森堡，北起顺时针与摩泽尔省、下莱茵省、孚日省和默兹省接壤。
与贝内接壤的市镇（或旧市镇、城区）包括：桑特雷、克雷韦尚、摩泽尔河畔弗拉维尼、勒曼维尔、奥尔姆和维尔、圣勒米蒙、托努瓦、瓦内蒙。

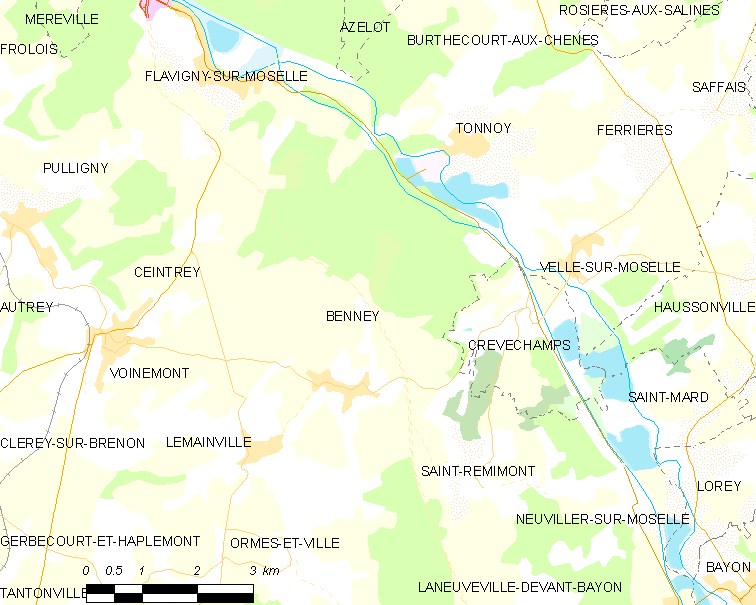
的OSM定位图

贝内的时区为UTC+01:00、UTC+02:00（夏令时）。

## 行政
贝内的邮政编码为54740，INSEE市镇编码为54062。

## 政治
贝内所属的省级选区为梅讷欧桑图瓦县。

## 人口

1962-2008年间人口变化图示

贝内于2022年1月1日时的人口数量为642人。